# Livonia mammilla
Livonia mammilla is een slakkensoort uit de familie van de Volutidae. De wetenschappelijke naam van de soort is voor het eerst geldig gepubliceerd in 1844 door G.B. Sowerby I.

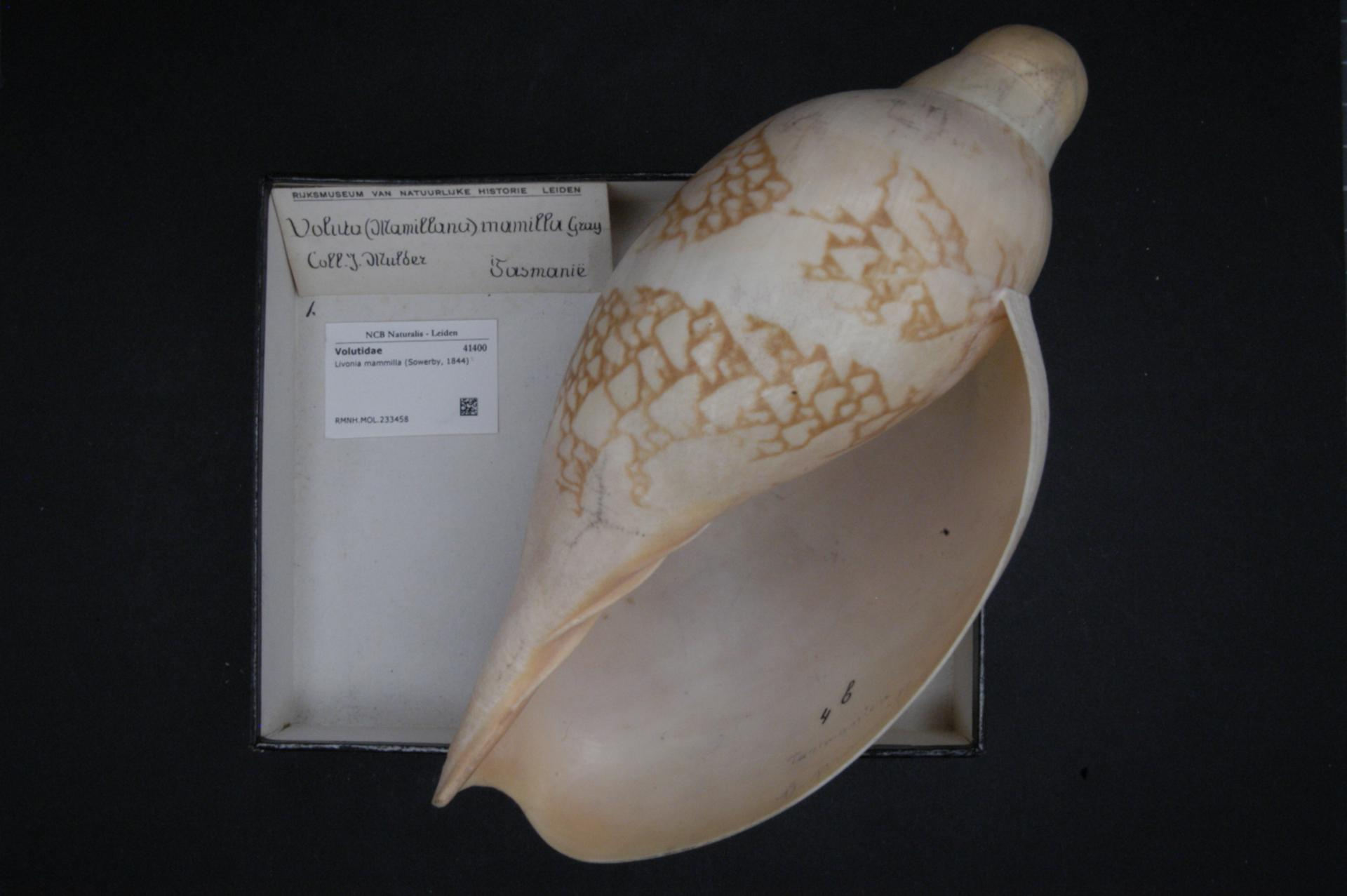
Livonia mammilla (Sowerby, 1844), museum specimen.

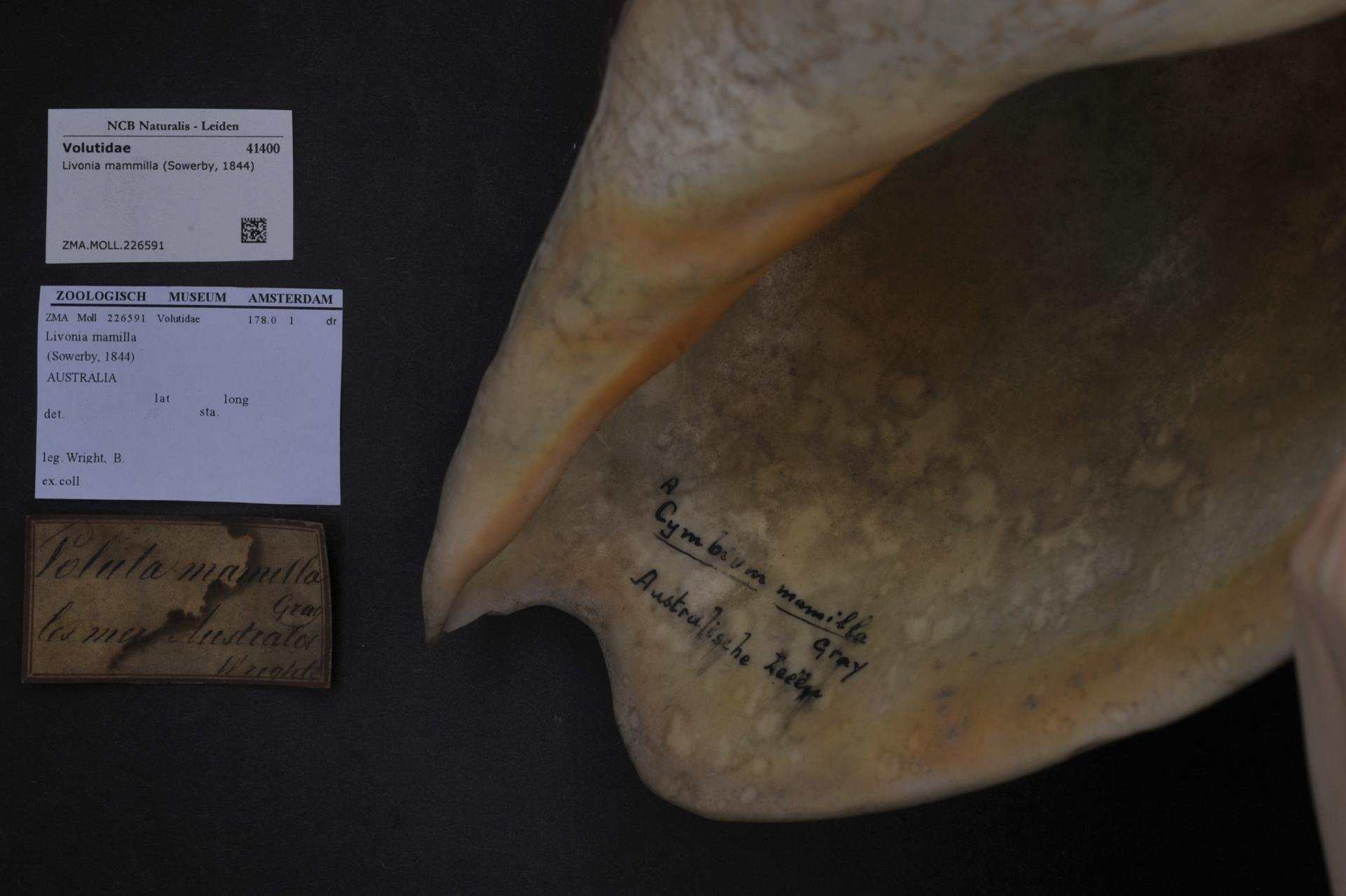
Livonia mammilla (Sowerby, 1844), museum specimen.